# 최민석 (컬링인)
최민식(1979년 1월 18일~)은 대한민국의 컬링 선수 출신 지도자이다.